# Международная конвенция по предотвращению загрязнения с судов
Международная конвенция по предотвращению загрязнения с судов (англ. International Convention for the Prevention of Pollution from Ships, MARPOL 73/78) — Международная конвенция, предусматривающая комплекс мер по предотвращению эксплуатационного и трансграничного загрязнения моря судами с нефтью, жидкими веществами в больших количествах, вредными веществами в упаковке, сточными водами;

## История
Предшественником МАРПОЛ 73/78 была Международная конвенция 1954 года о предотвращении загрязнения моря нефтью (OILPOL), которая вступила в силу в 1958 году. Возрастающая роль морских перевозок в загрязнении океана требовала серьезного изменения, ужесточения и расширения положений Конвенции 1954 года.
Новая Конвенция МАРПОЛ была принята под эгидой Международной морской организации (ИМО) в 1973 году. В 1978 году был принят Протокол, дополняющий Конвенцию (Протокол МАРПОЛ 1978 года). В 1997 году был принят еще один протокол к Конвенции.
| Раздел                  | Дата вступления в силу             |
| ----------------------- | ---------------------------------- |
| Конвенция               | Самостоятельно не ратифицировалась |
| Конвенция и Протокол'78 | 2 октября 1983                     |
| Приложение I            | 2 октября 1983                     |
| Приложение II           | 6 апреля 1987                      |
| Приложение III          | 1 июля 1992                        |
| Приложение IV           | 27 сентября 2003                   |
| Приложение V            | 31 декабря 1988                    |
| Приложение VI           | 19 мая 2005                        |

Приложения к Конвенции МАРПОЛ продолжают периодически пересматриваться и дополняться при активном участии Международной морской организации.
С целью достижения наибольшего эффекта от реализации положений МАРПОЛ 73/78 на территории Евросоюза дополнительно в 2005 году была принята Директива  2005/35/EC «О загрязнении от судов и о введении санкций, включая уголовные санкции, за правонарушения, связанные с загрязнениями». 
В настоящее время установленные Конвенцией нормы распространяются более чем на 90 % мирового торгового флота.

## Основные положения Конвенции
Конвенция по предотвращению загрязнения с судов (МАРПОЛ 73/78) состоит из собственно Конвенции и Протоколов к ней, где закрепляются общие положения об обязательствах государств-участников по предотвращению загрязнения моря с судов, и шести Приложений к ней, излагающих Правила относительно загрязнения моря конкретными загрязняющими веществами: нефтью; вредными химическими веществами, перевозимыми наливом; веществами, перевозимыми в упакованной форме; сточными водами; мусором и загрязнения воздушной среды с судов.
Конвенция содержит уточняющие обязательства государств, под флагом которых плавают суда, и государств, в водах которых осуществляется международное судоходство, общие определения таких понятий как судно, вредное вещество, сброс и другие, дополняемые в каждом из Приложений. Судами в данном Конвенцией определении являются все суда, включая суда на воздушной подушке и на подводных крыльях, подводные суда, стационарные и плавучие платформы. Из сферы действия Конвенции исключаются военные корабли и государственные некоммерческие суда, однако участники должны обеспечить, чтобы они по возможности также действовали в соответствии с Конвенцией.
Конвенция предусматривает, что любое нарушение её положений, включая Приложения, запрещается независимо от места его совершения, и за такое нарушение в законодательстве каждого государства-участника Конвенции, под флагом которого плавает судно, должны устанавливаться санкции (наказания).
Кроме того, запрещается любое нарушение положений Конвенции в пределах юрисдикции любого государства-участника Конвенции, и предусматриваются санкции (наказания) за такое нарушение, устанавливаемые законодательством этого государства. В случае нарушений в пределах его юрисдикции государство-участник либо само должно возбудить преследование в соответствии со своим законодательством, либо уведомить о совершении такого нарушения, с представлением фактов, государство флага судна, которое в свою очередь обязано уведомить о принятых мерах направившего ему первоначальную информацию участника Конвенции. Санкции, в соответствии с Конвенцией, должны быть достаточно строгими, чтобы пресекать нарушения.
В ст. 5 Конвенции устанавливается обязательство взаимного признания государствами-участниками выдаваемых судам Свидетельств (см. о Международных свидетельствах в разделах по Приложениям), а также предусматриваются положения об инспектировании судов на предмет наличия Свидетельства на борту судна и задержании судов в случае их явного несоответствия Свидетельству или при отсутствии последнего.
Конвенция предусматривает сотрудничество государств-участников Конвенции в выявлении нарушений Конвенции и порядок такого сотрудничества, включая инспектирование судов, подозреваемых в совершении нарушений (сбросов), информирование друг друга об инцидентах (ст. 7), а также информирование Международной морской организации о принятых законах и правилах, инцидентах, приемных сооружениях в портах, наложенных на нарушителей санкциях, авариях, загрязнивших окружающую среду и т. д. (ст. 11-12 Конвенции).

## Приложение I — Правила предотвращения загрязнения нефтью
Это Положение в отношениях между государствами-участниками МАРПОЛ было записано в Конвенцию в 1983 году.
Для целей Приложения нефть означает нефть в любом виде, включая сырую нефть, жидкое топливо, нефтесодержащие осадки, нефтяные остатки и очищенные нефтепродукты (не подпадающие под действие положений Приложения II к Конвенции), а также вещества, перечисленные в дополнении I к Приложению I.
Приложение предусматривает жесткие ограничения на сброс нефти, нефтяных остатков и пр. с танкеров валовой вместимостью более 150 тонн и других судов валовой вместимостью более 400 тонн и полный запрет на сброс в особых районах, которые указываются в Приложении, — в районах Чёрного, Средиземного, Балтийского, Северного и Красного моря, а также районах Персидского залива, Северо-Западной Европы, Антарктики. Полный запрет на сброс нефтесодержащих вод существует только для Антарктики. Для остальных мест сброс разрешен, но обставлен рядом жестких условий.
Приложение I также устанавливает правила освидетельствования нефтяных танкеров валовой вместимостью более 150 тонн и других судов валовой вместимостью более 400 тонн и выдачи Международного свидетельства о предотвращении загрязнения нефтью, соответствующие требования к конструкции и оборудованию танкеров (общие и в зависимости от года постройки), нормы ведения Журнала нефтяных операций, а также контроль государства порта за выполнением эксплуатационных требований, предъявляемых к судам.

## Приложение II — Правила предотвращения загрязнения вредными жидкими веществами, перевозимыми наливом
Конвенция требует, чтобы танкеры-химовозы, построенные после 1 июля 1986 г., соответствовали правилам Международного кодекса по химовозам (МКХ). Танкеры, построенные до этого времени, должны соответствовать требованиям предшественника МКХ — Кодекса по химовозам.
Приложение II предусматривает деление перевозимых наливом химических веществ на 4 категории (X, Y, Z и прочие вещества) в зависимости от степени их токсичности и потенциального вреда, их сброс в результате очистки танков или слива балласта может причинить вред морским ресурсам и здоровью человека. Приложение устанавливает максимальные концентрации вредных веществ при сбросе или полностью запрещает такой сброс.
В Приложении II также устанавливаются правила освидетельствования танкеров-химовозов и выдачи Международного свидетельства о предотвращении
загрязнения при перевозке вредных жидких веществ наливом; нормы, относящиеся к оснащению таких судов насосами и трубопроводами, используемыми при зачистке танков; требования к инспектированию танкеров в порту; к приемным сооружениям порта; к мерам по предотвращению инцидентов, связанных с жидкими химическим веществами и т. д..

## Приложение III — Правила предотвращения загрязнения вредными веществами, перевозимыми морем в упаковке
В Приложении III указывается, что «вредными веществами» являются вещества, которые определены как загрязнители моря в Международном кодексе морской перевозки опасных грузов (МКМПОГ). Приложение предусматривает общие правила, относящиеся к упаковке, маркировке и ярлыкам, документированию, размещению и предельным количествам вредных веществ, перевозимых в упаковке.
.

## Приложение IV — Правила предотвращения загрязнения сточными водами с судов
Приложение IV посвящено правилам, относящимся к сбросу сточных вод с судов, оборудованию судов, предназначенному для контроля сброса сточных вод, и приемным сооружениям для приема сточных вод в портах и терминалах, а также правилам освидетельствования судов и выдачи Международного свидетельства о предотвращении загрязнения сточными водами.

## Приложение V — Правила предотвращения загрязнения мусором с судов
Мусор, указывается в Приложении V, означает все виды продовольственных, бытовых и эксплуатационных отходов, которые образуются в процессе нормальной эксплуатации судна и подлежат постоянному или периодическому удалению, за исключением веществ, приведенных в других Приложениях к настоящей Конвенции.
Приложение V устанавливает строгие ограничения на сброс мусора в море в прибрежных водах и особых районах, полностью запрещает сброс мусора из пластика и накладывает ограничения на сброс мусора из бумаги, ветоши, стекла и металла. Приложение также предусматривает обеспечение государствами-участниками приемных сооружений для мусора портах и терминалах. Особыми районами для целей Приложения являются Черное, Средиземное, Балтийское, Северное и Красное моря, район Антарктики, район бассейнов Карибского моря, включая Мексиканский залив и Карибское море, район заливов.

## Приложение VI — Правила предотвращения загрязнения воздушной среды с судов
В приложение VI описаны меры по предотвращению загрязнения воздуха, включая озоноразрушающие вещества (ОРВ), оксиды азота, оксиды серы и летучие органические соединения, меры по проверке судов и выдачу Международного сертификата по предотвращению загрязнения воздуха, меры по обеспечению портов и терминалов средствами приема и контроля со стороны государства порта для соответствующих эксплуатационных требований.